# Felice Pulici
Felice Mosè Pulici (Sovico, 22 dicembre 1945 – Roma, 16 dicembre 2018) è stato un calciatore, allenatore di calcio e dirigente sportivo italiano, di ruolo portiere.

## Carriera

### Giocatore
Inizia a giocare all'oratorio di Sovico e firma il primo cartellino per la squadra dell'Albiate nel ruolo di portiere; la sua carriera calcistica continua nelle giovanili del Lecco da dove passa al Novara in Serie C. Con la squadra piemontese ottiene la promozione in Serie B alla fine del campionato del 1969-70 dove gioca per altri due anni.
Gioca in B con la maglia del Novara fino alla fine della stagione 1971-72, durante la quale, giocando contro la Lazio, sua futura squadra, subisce 5 reti.
Passa quindi alla Lazio di Tommaso Maestrelli appena tornata nella serie maggiore. Per cinque anni ne difende la porta senza mai mancare una partita, partecipando alla storica vittoria nel campionato del 1973-74.

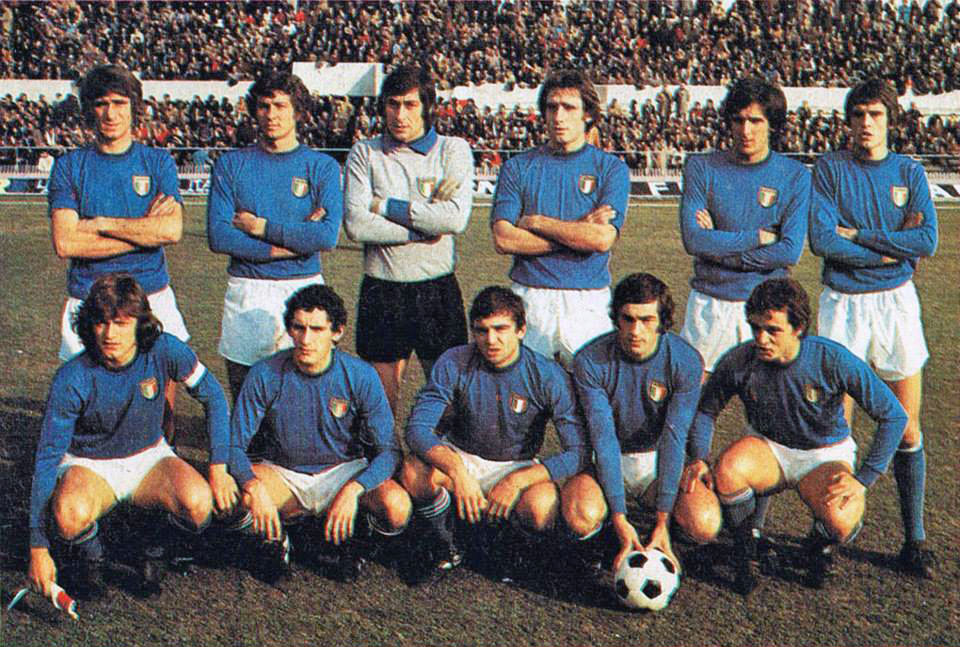
Pulici (in piedi, terzo da sinistra) in nazionale Under-23 nel 1976

Ceduto nell'ottobre del 1977 al Monza, è per tre anni il portiere dell'Ascoli in Serie A.
Nel 1981 torna alla Lazio, all'epoca in Serie B, per una sola stagione, terminata la quale si ritira dal mondo del calcio giocato. In totale tra campionato, coppa nazionale e coppe europee disputa 202 partite con la maglia biancoceleste in carriera.

### Allenatore e dirigente
Rimane nella Lazio in veste di allenatore della squadra Primavera nel 1983. Nello stesso anno, con l'arrivo di Giorgio Chinaglia alla presidenza della società biancoceleste, Pulici entra a far parte dello staff dirigenziale nel ruolo di direttore generale.
È stato per due volte responsabile del settore giovanile laziale; la prima volta ricoprì l'incarico dal 1994 al 1998, mentre la seconda dal 2003 al 2004.
Dopo aver ricoperto vari ruoli dirigenziali nella Lazio del presidente Sergio Cragnotti, Pulici fu inibito per un periodo di quattro mesi nell'ambito del procedimento sportivo per lo scandalo dei passaporti, in relazione alla posizione di Juan Sebastián Verón, e successivamente assolto in sede di Tribunale Ordinario di Roma con sentenza del 23 febbraio 2007 per non aver commesso il fatto.
Voluto dal nuovo patron laziale Claudio Lotito come membro della segreteria generale nel 2005, nel 2006 è stato uno degli avvocati che hanno rappresentato il club biancoceleste nel processo sportivo di Calciopoli. Nell'agosto dello stesso anno gli è stata affidata da Lotito, inibito da questo ruolo per i successivi due anni, la rappresentanza sportiva della società romana, con potere di firma per contratti e tesseramenti; come primo atto in questa veste, Pulici ha annunciato l'intenzione della società di rinunciare al ricorso al Tribunale amministrativo regionale per la penalizzazione inflitta alla squadra biancoceleste in relazione ai fatti contestati durante il processo sportivo.
Il 19 dicembre 2006 ritorna all'Ascoli, stavolta come direttore generale del club marchigiano, carica che ricoprirà fino a marzo del 2007.

### Dopo il ritiro
È stato segretario federale della Federazione Sport Sordi Italia.
Nel 2005 è stato candidato nelle elezioni regionali nel Lazio per la lista di Francesco Storace che concorreva nel centrodestra per l'elezione del Presidente della Giunta Regionale e del Consiglio Regionale nel Lazio: pur ottenendo 1.562 voti di preferenza, non è stato eletto.
Malato da tempo, è morto  il 16 dicembre 2018 presso il policlinico Umberto I di Roma. I funerali sono stati celebrati dopo due giorni nel quartiere Prati nella basilica di Cristo Re; riposa nel cimitero Santa Ninfa di Fiumicino. Il 27 ottobre 2023 nel quartiere Casalotti, a Roma nord, gli è stato dedicato un parco: "giardino Felice Mosè Pulici, 1945-2018, calciatore e dirigente sportivo", come riporta la targa.

## Palmarès

### Giocatore

#### Club

##### Competizioni nazionali
- Campionato italiano Serie C: 1

Novara: 1969-1970 (girone A)
- Campionato italiano: 1

Lazio: 1973-1974
- Torneo di Capodanno: 1

Ascoli: 1981

##### Competizioni internazionali
- The Red Leaf Cup: 1

Ascoli: 1979